# Thanh Đức, Vĩnh Long
Thanh Đức là một phường thuộc tỉnh Vĩnh Long, Việt Nam.

## Địa lý
Phường Thanh Đức có vị trí địa lý:
- Phía đông giáp xã Nhơn Phú.
- Phía tây giáp phường Long Châu và Phước Hậu.
- Phía nam giáp xã Long Hồ và Bình Phước.
- Phía bắc giáp xã An Bình, ranh giới là sông Cổ Chiên.

Phường Thanh Đức có diện tích 16,49 km², dân số năm 2025 là 35.158 người, mật độ dân số đạt 2.132 người/km².

## Lịch sử
Ngày 16 tháng 6 năm 2025, Ủy ban Thường vụ Quốc hội ban hành Nghị quyết số 1687/NQ-UBTVQH15 về việc sắp xếp các đơn vị hành chính cấp xã của tỉnh Vĩnh Long năm 2025. Theo đó, sắp xếp toàn bộ diện tích tự nhiên, quy mô dân số của Phường 5 (thành phố Vĩnh Long và xã Thanh Đức (huyện Long Hồ) thành phường mới có tên gọi là phường Thanh Đức.
Sau khi sáp nhập, phường Thanh Đức có 16,49 km² diện tích tự nhiên và dân số 35.158 người.

## Hành chính
Xã Thanh Đức được chia thành 9 ấp: Cái Sơn Lớn, Hưng Quới, Long Hưng, Long Quới, Sơn Đông, Thanh Hưng, Thanh Mỹ 1, Thanh Mỹ 2, Thanh Sơn.